# Hiszpańska Akademia Sztuki Filmowej
Hiszpańska Akademia Sztuki Filmowej (hiszp. Academia de las Artes y las Ciencias Cinematográficas de España, ang. Spanish Academy of Arts and Cinematographic, AACCE) – hiszpańska profesjonalna organizacja filmowa zajmująca się promocją i rozwojem hiszpańskiej kinematografii. Założona w 1986 roku jest odpowiedzialna za coroczne rozdanie nagród Goya, hiszpańskich nagród filmowych.

## Powstanie
Powstanie Akademii wiąże się wraz ze spotkaniem trzynastu filmowców w restauracji O'Pazo w Madrycie 12 listopada 1985 roku. Podczas spotkania zorganizowanego przez Alfredo Matasa wywiązała się dyskusja o sytuacji w hiszpańskim przemyśle filmowym. W spotkaniu uczestniczyli:
- Luis García Berlanga, Reżyser
- Carlos Saura, Reżyser
- Marisol Carnicero, Scenograf
- Tedy Villalba, Scenograf
- José Sacristán, Aktor
- Charo López, Aktor
- Pablo González del Amo, Montażysta
- José Luis Matesanz, Montażysta
- Manuel Matji, Scenarzysta
- José Nieto, Kompozytor
- Carlos Suárez, Operator
- Ramiro Gómez, Scenograf

Na spotkaniu powstał pomysł o światowej promocji hiszpańskiego kina i jego twórców. Akademia powstała 8 stycznia 1986 roku.

## Prezydenci Akademii
- José María González Sinde, 1986-1988
- Fernando Trueba, 1988
- Antonio Giménez Rico 1988-1992
- Fernando Rey, 1992-1994
- Gerardo Herrero, 1994.
- José Luis Borau, 1994-1998
- Aitana Sánchez-Gijón, 1998-2000
- Marisa Paredes, 2000-2003
- Mercedes Sampietro, 2003-2006
- Ángeles González Sinde, 2006-